# Coriolano Sales
Coriolano Sousa Sales (Santa Teresinha, 1 de agosto de 1943 - Vitória da Conquista, 21 de maio de 2018) foi um advogado e político brasileiro filiado ao Democratas da Bahia.
Enquanto esteve no cargo de Deputado Estadual pela Bahia, presidiu a assembleia legislativa no biênio 1987-1988. 
Foi candidato à prefeito de Vitória da Conquista em 2000 e 2004, ficando em segundo lugar em ambos os pleitos, sendo derrotado por Guilherme Menezes e Zé Raimundo respectivamente.

## Cargos eletivos
- Deputado estadual, 1983-1987, PMDB
- Deputado estadual, 1987-1991, PMDB
- Deputado estadual, 1991-1995, PSB
- Deputado federal, 1995-1999, PDT
- Deputado federal, 1999-2003, PDT
- Deputado federal, 2003-2007, PMDB[2][3][4]